# Sparrows
Sparrows (em islandês: Þrestir) é um filme de drama croata-dinamarquês de 2015 dirigido e escrito por Rúnar Rúnarsson. Foi selecionado como representante de seu país ao Oscar de melhor filme estrangeiro em 2017.

## Elenco
- Atli Óskar Fjalarsson - Ari
- Ingvar Eggert Sigurðsson - Gunnar
- Kristbjörg Kjeld - Avó
- Rakel Björk Björnsdóttir - Lára
- Rade Šerbedžija - Tomislav
- Valgeir Hrafn Skagfjörð - Bassi